# فرانس ديركس
فرانس ديركس (1 نوفمبر 1930 - 25 سبتمبر 2020)، هو حكم كرة قدم هولندي، كان أول ظهور له كحكم في كرة القدم الاحترافية في دوري الدرجة الثانية في عام 1962.